# 중앙역

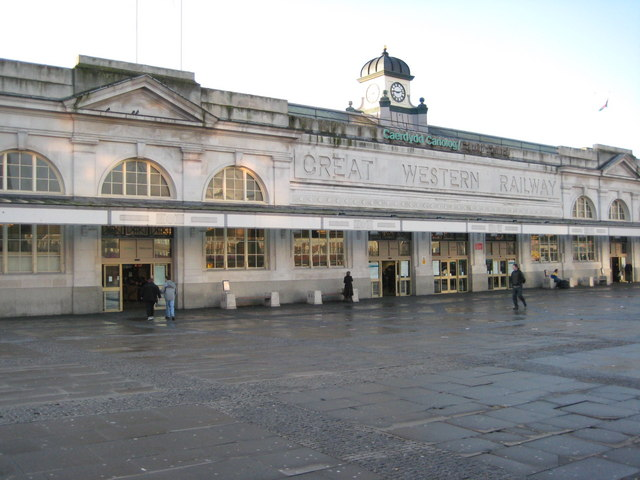
카디프 중앙역

중앙역(中央驛)은 도시 교통의 중심이 되는 철도역을 의미한다. 본래 독일에서 사용되던 용어로, 하우프트반호프(독일어: Hauptbahnhof)라고 불린다. 독일어권의 도시 교통의 중심이 되는 철도역은 베를린 중앙역처럼 '도시 이름 + 중앙역'이라는 역명을 매긴다.
하지만 독일어권 이외에서는 단순히 지리적으로 도시 중심에 위치한 철도역에 붙이기도 한다. 중앙역이라는 역명은 단순히 그 역이 도시와 지역의 중심부에 위치하는 것을 의미한다고 볼 수는 없다.

## 개요
유럽에서는 파리와 런던처럼 방면별로 여러 장거리 열차용 터미널이 있는 도시가 있는 반면에 터미널 기능이 하나의 역에 집중하는 곳도 있다. 또한 이러한 역은 지하철 역과 트램이나 버스 터미널 등이 병설되어 도시 교통의 핵심 경우가 많다. 독일어로는 이런 역을 하우프트반호프라고 하며, 중앙역으로 번역된다. 독일과 오스트리아에서는 Hbf, 스위스에서는 HB로 단축된다.
기능과 관계없이 도시나 지역의 중심부에 위치한 역에 중앙역을 붙일 수 있다. 국가 및 언어에 따라 중앙역이라는 역명이 교통망의 중심임을 의미하는 것인지, 단순히 도시의 중심에 가까운 것을 의미인지를 혼동할 수도 있다. 예를 들어 네덜란드에서는 Centraal Station라는 단어 (역명으로 이용할 때는 "○○ Centraal"이 된다.)가 양자의 의미로 사용되고 있었다가 다시 구분하기 시작했다. 알메레의 중심부에 있는 역은 1987년 개업할 초기에는 Station Almere Centraal이라고 했지만 다른 도시의 중앙역에 비해 소규모이기 때문에 2002년에 Station Almere Centrum으로 개칭되었다.
또한 독일어 Haupt-라는 말은 "주 -" "중요한 -"이라는 뜻이며 지리적으로 중앙을 가리키는 것은 아니다. 이 때문에 독일에서는 이러한 혼란은 생기지 않는다. 독일어로 지리적 중심을 나타내는 단어는 Mitte이다. 지리적인 중앙을 표기하기 위해 역명으로 이용할 때는 빈 미테역(Bahnhof Wien Mitte)처럼 "○○ Mitte"가 된다. 드레스덴 중앙역과 드레스덴 미테역처럼 하나의 도시에 함께 존재하는 경우도 있다.